# Karel Komzák II
Karel Komzák (ook: Karel Komzák jr. of Karel Komzák (zoon)) (Praag, 8 november 1850 – Baden bei Wien, 23 april 1905) was een Boheems componist, muziekpedagoog en dirigent. Zijn vader Karel Komzák was eveneens componist en dirigent, maar ook zijn zoon Karel Komzák was een componist en dirigent.

## Levensloop
Al vroeg ontdekte zijn vader Karel Komzák I het muzikale talent van zijn zoon en gaf hem les in muziektheorie. Omdat het orkest van het Provinciale instituut voor psychisch ziekte, dat zijn vader leidde, in de tuin van het instituut regelmatig repeteerde, kon klein Karel het steeds volgen en beluisteren. Van 1861 tot 1867 studeerde Karel jr. aan het Státní konservatori hudby v Praze in Praag bij onder anderen Moritz Mildner en Anton Bennewitz (viool). Hij behaalde eerste prijzen voor orkestdirectie, viool en altviool. In hetzelfde jaar schreef hij ook zijn eerste compositie, de polka Líbánky (Wittebroodsweek).
Karel werd lid van de Militaire muziekkapel van het Infanterie-Regiment nr. 11, die zijn vader dirigeerde. Aldaar speelde hij viool, flügelhorn en grote trom. In 1870 werd hij op twintigjarige leeftijd dirigent aan het Landestheater te Linz. In 1871 werd hij kapelmeester bij de Militaire muziekkapel van het Karinthië-Maroičič Infanterie-Regiment nr. 7 te Innsbruck en hij was daarmee de jongste kapelmeester van het Oostenrijks-Hongaarse leger. In de hoofdstad van de deelstaat Tirol leidde hij ook het mannenkoor "Liedertafel" en werd later hun erelid. In 1880 won hij met dit mannenkoor tijdens een "Internationale koor-competitie" in Keulen de eerste prijs in hun categorie.
In 1877 huwde hij met de dochter Eugenie van zijn regimentscommandant Baron von Reichardt Hardtland en op 20 mei 1878 werd hun een zoon Karel geboren. Eugenie was een getalenteerde pianiste.
Vanaf 1883 werd hij kapelmeester van de Militaire muziekkapel van het Infanterie-Regiment nr. 84 te Wenen en vanaf 1892 in Mostar. Dit militaire orkest werd onder zijn dirigentschap heel bekend en was de vertegenwoordiger van Oostenrijk tijdens de wedstrijd van militaire muziekkapellen bij de Wereldtentoonstelling van 1889 in Parijs. In opdracht van het k.u.k. ministerie voor Landsverdediging schreef hij in 1890 een nieuwe versie van de volkshymne, later Bondshymne genoemd, op een tekst van Ottokar Kernstock.
In september 1892 vertrok hij naar Baden bei Wien en hij werd vanaf 26 april 1893 kapelmeester van het kuurorkest aldaar. Hij kreeg een contract voor twee jaar en hem werd toegestaan tijdens de winter voor zijn militaire muziekkapel te dirigeren. In 1896 heeft hij zijn militaire dienst beëindigd. In deze tijd schreef hij ook zijn bekendste werk, de wals Badner Madln, op. 257. Onder zijn leiding groeide het kuurorkest van Baden tot een nieuwe hoogte en maakte in 1903 een concertreis naar Warschau en in 1904 naar de Louisiana Purchase Exposition, ofwel de St. Louis World's Fair. Komzák was daarmee op het hoogtepunt van zijn carrière gekomen. Bij het publiek was hij buitengewoon geliefd, omdat hij een sympathieke uitstraling bezat en een vriendelijke mens was.
Als componist schreef Komzák een omvangrijk oeuvre. In 1898 won hij onder 92 kandidaten de eerste prijs van de compositiewedstrijd voor het keizerjubileum met zijn Kaiserjubiläumsmarsch, op. 260.

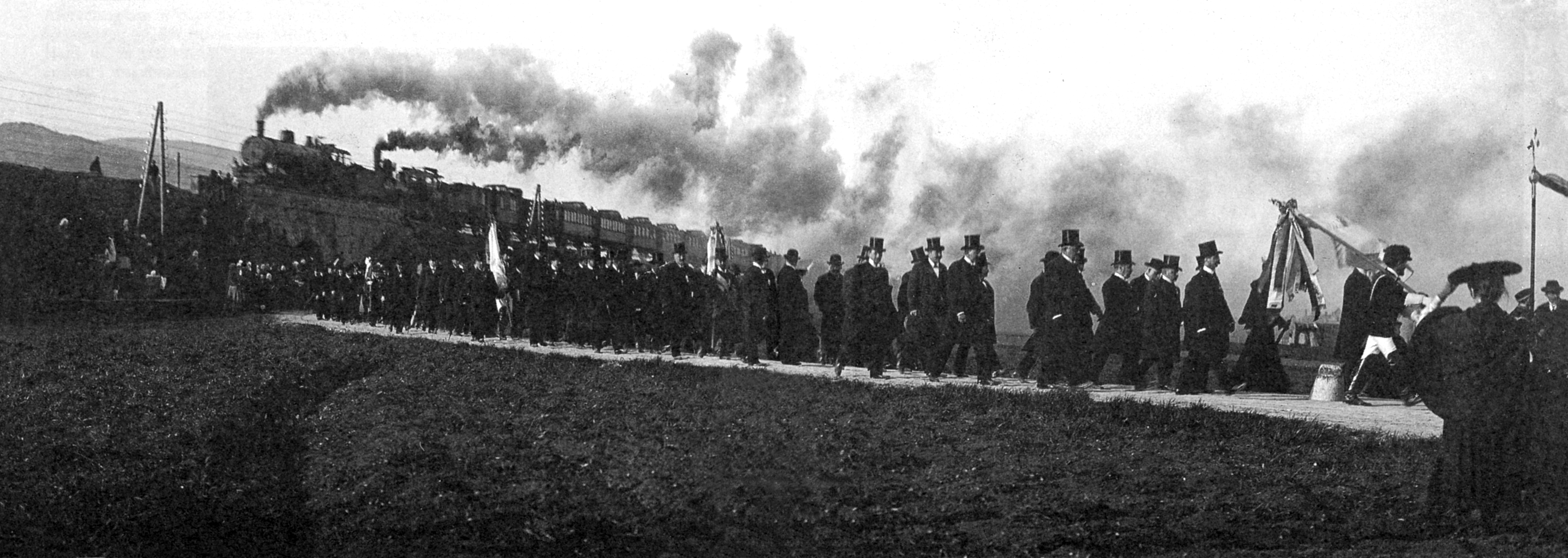
De uitvaart van Karel Komzák op 25 april 1905 op de Rudolf-Zöllner-straat in Baden bei Wien op de weg naar de begraafplaats

Komzák was erelid van verschillende muzikale verenigingen bijvoorbeeld van het filharmonisch gezelschap van Athene (1886) en hij werd onderscheiden met binnen- en buitenlandse ordes zoals Serbië, Turkije, Montenegro en Perzië. In 1880 werd hij in Oostenrijk onderscheiden met de gouden medaille voor kunst en wetenschap.
Op paaszondag 23 april 1905 overleed Komzák in Baden bij een poging op een vertrekkende trein te springen: hij kwam daarbij onder de wielen van de trein terecht. Eerst werd hij - in aanwezigheid van Franz Lehár en Carl Michael Ziehrer - in Baden bij Wenen op de begraafplaats begraven. Later zette de burgemeester van de hoofdstad Wenen, Karl Lueger, zich ervoor in, meester Komzák in een eregraf op de centrale begraafplaats van Wenen (Wiener Zentralfriedhof, Gruppe 32 A, Nummer 13) in de buurt van andere (wereld-)bekende componisten te begraven. Dit was door een besluit van de raad van de stad Wenen al vroeger beloofd en werd met toestemming van de familie op 11 november 1905 ook omgezet.

## Trivia
In 1924 werd in het 22e district van Wenen, Donaustadt, ter herdenking aan de tot zijn tijd populairste militaire kapelmeester van Oostenrijk, de "Konzákgasse" naar hem vernoemd.

## Composities

### Werken voor orkest
- 1893 Neues Leben, wals, op. 210
- 1898 Bad’ner Mad’ln (Bádenská děvčátka), wals, op. 257[1]
- 1904 Wien bei Nacht, selectie, op. 297
- 1904 Maienzauber, wals, op. 306
- Am Gardasee, polka mazurka, op. 184
- An der schönen grünen Narenta, wals, op. 227
- D´Helenenthaler, polka snel, op. 273
- Den blonden Mädchen, wals[2]
- Die Lautenschlägerin, gavotte, op. 119
- Die Mühle am Bach "Am Krupkabache"
- Die schönen Tage...! Am Manzanares. Rosita, polka mazurka, op. 231
- Durch alle Zonen, polka snel, op. 180
- Elisabeth-Walzer, op. 239
- Erinnerung an Gutenbrunn, gavotte, op. 299

- Ernst und Scherz für´s Wiener Herz, op. 285
- Fesch, galop, op. 246
- Fideles Wien, wals, op 190
- Fideles Wien (II. Folge). Wienerlieder-Walzer, op. 271
- Galopp, op. 303
- Großes Walzer-Potpourri, op. 240
- Halloh!, galop, op. 161
- Heitere Stunden, polka française, op. 183
- In Sturm und Drang, wals
- Konzert für eine Kaiserin
- Liebesgeheimnis, gavot, op. 256
- Louise de Lavallière, Air voor viool en orkest
- Maiblümchen

- Mein Baden, wals
- Münchner Kindl, wals, op. 286
- Neue Wiener Volksmusik, op. 244
- Ouverture tot de opera "Edelweiß"
- Petite Valse, wals, op. 173
- Sub Rosa, op. 172
- The Francis March, op. 300
- Überselig, wals-idylle, op. 212
- Utokem - Attacke!, galop, op. 156
- Volksliedchen und Märchen, op. 135
- Warschauer Madl'n, wals[3]
- Wiener am Land. Ein Ausflug nach Baden, selectie, op. 225

### Werken voor harmonieorkest
- 1861 Líbánky (Flitterwochen - wittebroodsweek), polka
- 1887 Erzherzog Albrecht-Marsch, op. 136 (Deze mars was benoemd naar Aartshertog Albrecht van Oostenrijk-Teschen en is geschreven voor het  k.u.k. Infanterieregiment Erzherzog Albrecht Nr.44 en het Infanterie-Regiment nr. 13 in Krakau)[4]
- 1898 Bad’ner Mad’ln (Bádenská děvčátka), wals, op. 257
- 1898 Kaiserjubiläumsmarsch (Kaiser Marsch "1848-1898"), op. 260
- 84er Regiments-Marsch, op. 125a
- ABC-potpourri, op. 245
- Allegorie, polka mazurka, op. 122
- Am Gardasee, polka mazurka, op. 184
- Alte Wiener Volksmusik, selectie
- Andreas Hofer-(Defilier-)Marsch, op. 279
- Auf schäumender Woge, polka snel, op. 94
- Aus der Zeit der jungen Liebe, op. 252
- Barataria-Marsch, op. 47
- Bavaria-Marsch, op. 151
- Blond – Poste restante, polka française, op. 284
- Bruder Martin, op. 221
- Buren-Patrouille, mars, op. 276
- Caraffa-Marsch, op. 243
- Defilier-Marsch nach Motiven aus Leoncavallos opera "Der Bajazzo"
- Dein gedenk' ich, wals
- Der letzte Gruß, voor flügelhorn en harmonieorkest, op. 198
- Der Wassergigerl, op. 128
- Der lustige Jäger, op. 288
- Die Eine, die ich meine, polka mazurka, op. 121
- Dornröschen, polka mazurka, op. 124
- Durchs Feuer
- Echtes Wienerblut, mars, op. 189
- En carrière, galop, op. 141
- Erzherzog-Rainer-Marsch, op. 261

- Feierabend
- Feierstunden-Marsch
- Feinsliebchen, polka-mazurka, op. 123
- Feldzeugmeister von Kuhn
- Fideles Wien, wals, op 190
- Für meine Freunde
- Für Kaiser und Vaterland
- Für´s Herz und Gemüth, op. 188
- General Müller von Wandau-Marsch[5]
- Graf Attems-Marsch
- Graf Orsini-Rosenberg-Marsch, op. 287
- Gruss vom alten Steffel, polka mazurka, op. 152
- Habt's a Schneid? (Uhl Marsch), op. 143
- Hänsel und Gretel-Marsch
- Herzog Alfred-Defilier-Marsch
- Indiánská děvčátka
- Is, is, is, Hongaarse liederenmars[5]
- Kaiser Joseph-Marsch, op. 265
- Kielmannsegg, polka française, op. 157 (samen met: Karel Komzák (vader)
- Klassisch und Wienerisch, selectie, op. 259
- Köning Karl Marsch
- Kosak-Marsch
- Lebewohl-Marsch
- Leicht´ Gepäck, polka snel, op. 181
- Liebchen träumt, op. 211
- Lustiges Marsch-Potpourri, op. 220
- Märchenlauschen, gavotte, op. 120
- Maienzauber, wals, op. 306
- Münchner Kindl, wals, op. 286
- München-Wien, ein Sinn, polka française, op. 154

- Nach Abbazia, polka française, op. 140
- Neue Wiener Volksmusik, selectie, op. 244
- Neues Leben, wals, op.210
- Nieke-Marsch
- Oberst König-Marsch
- Oberst-von-Stingl-Marsch (Echtes Wiener Blut), op. 189
- Obstructionspolka
- Ouverture tot de opera "Edelweiß"
- Petite Waltz, op. 173
- Phantome, wals, op 160
- Pikante Blätter, selectie, op. 236
- "Potpourri für lustige Leut´", op. 186
- Schulter an Schulter - mars naar motieven uit de opera "Edelweiß", op. 194
- Seitenstettner Studentenmarsch, op. 213
- Soldatenbschied, mars
- St. Louis - mars naar Amerikaanse motieven
- Sturm Galopp, op. 156
- Thun-Hohenstein-Marsch, op. 106 (opgedragen aan graf Franz Thun-Hohenstein, de overste van het Infanterie-Regiment nr. 54)
- Ta-ra-ra-bum-dera!, marslied, op. 109 - tekst: Carl Lorens, Rudolf Frische
- Technikerblut, polka française, op. 144
- Toros-Marsch
- Utokem - Attacke!, galop, op. 156
- Vindobona-Marsch[6]
- Wiener Lieder-Marsch, op. 171
- Wiener Spaziergänge, op. 215
- Wiener Volksmusik, selectie, op. 165
- Windisch-Graetz-Marsch (90er Windischgraets-Infanterie-Regiments-Marsch)

### Muziektheater

#### Opera's
| Voltooid in | titel                      | aktes       | première                 | libretto     |
| ----------- | -------------------------- | ----------- | ------------------------ | ------------ |
| 1891        | Protěž (Edelweiß), op. 170 | 2 bedrijven | 1892, Wenen, Carltheater | Franz Brakla |

#### Operettes
| Voltooid in | titel                             | aktes | première | libretto |
| ----------- | --------------------------------- | ----- | -------- | -------- |
|             | David a Goliáš (David en Goliath) |       |          |          |

### Werken voor koor
- Bitte, voor mannenkoor a capella, op. 142, nr. 1
- In die weite Welt, wals voor mannenkoor met piano vierhandig (of orkest), op. 289
- Landsknechtslied
- Liebeswonne, lied voor mannenkoor a capella, op. 142, nr. 2

### Kamermuziek
- Drei kleine Streichquartette, op. 248 
  1. Frommer Wunsch
  2. Gretelein
  3. Wie d´ Engerl im Himmel tanzen
- Liebchen träumt, voor strijkkwintet, op. 211
- Überselig, voor strijkkwintet en harp, op. 212